# Isotopes du cuivre

Tableau des isotopes du Cu-63

Le cuivre (Cu, numéro atomique 29) possède 29 isotopes connus, de nombre de masse variant de 52 à 80, ainsi que sept isomères nucléaires. Parmi ces isotopes, deux sont stables, 63Cu et 65Cu, et constituent l'ensemble du cuivre naturel dans une proportion d'environ 70/30. La masse atomique standard du cuivre est donc de 63,546(3) u.
Le plus stable des radioisotopes du cuivre est 67Cu avec une demi-vie de 61,83 heures. Le moins stable est 54Cu avec une demi-vie d'environ 75 ns. La plupart des radioisotopes ont une demi-vie inférieure à une minute. Les isotopes les plus légers, de nombre de masse entre 52 et 54 se désintègrent par émission de proton en isotopes du nickel, ceux entre 55 et 62 (plus légers que les isotopes stables) majoritairement par émission de positron (β+), en isotopes du nickel également, et ceux avec un nombre de masse supérieur à 65 (plus lourds que les isotopes stables) par radioactivité β− en isotopes du zinc. 64Cu se désintègre lui à la fois par radioactivité β+, β−, et par capture électronique.
68Cu, 69Cu, 71Cu, 72Cu, et 76Cu ont chacun un isomère métastable, 70Cu en a deux. Le plus stable d'entre eux est 68mCu avec une demi-vie de 3,75 minutes. Le moins stable est 69mCu avec une demi-vie de 360 ns.

## Isotopes notables

### Cuivre naturel
Le cuivre naturel est constitué des deux isotopes stables 63Cu et 65Cu.
| Isotope | Abondance (pourcentage molaire) | Gamme de variations |
| ------- | ------------------------------- | ------------------- |
| 63Cu    | 69,15 (15) %                    | 68,983 - 69,338     |
| 65Cu    | 30,85 (15) %                    | 30,662 - 31,017     |

### Cuivre 64
Le cuivre 64 (64Cu) est l'isotope du cuivre dont le noyau est constitué de 29 protons et de 35 neutrons. Il possède une demi-vie de 12,701 ± 0,002 heures et se désintègre à 17,86 (± 0,14) % par émission de positron (β+) en 64Ni, à 39,0 (± 0,3) % par radioactivité β− en 64Zn, à 43,075 (± 0,500) % par capture électronique en 64Ni, et à 0,475 (± 0,010) % par rayonnement γ/conversion interne. Ces émissions ont pour énergie 0,5787 (± 0,0009) et 0,6531 (± 0,0002) MeV respectivement pour les désintégrations β− et β+ et 1,35477 (± 0,00016) MeV pour la désintégration gamma. Ces propriétés de désintégrations uniques font que le cuivre 64 est utilisé en médecine nucléaire à la fois en imagerie et en thérapie.

## Table des isotopes
| Symbole de l'isotope | Z (p)                | N (n)                | Masse isotopique (u) | Demi-vie          | Mode(s) de désintégration, | Isotope(s) fils | Spin nucléaire |
| Symbole de l'isotope | Énergie d'excitation | Énergie d'excitation | Énergie d'excitation | Demi-vie          | Mode(s) de désintégration, | Isotope(s) fils | Spin nucléaire |
| -------------------- | -------------------- | -------------------- | -------------------- | ----------------- | -------------------------- | --------------- | -------------- |
| 52Cu                 | 29                   | 23                   | 51,99718(28)#        | <25ns             | p                          | 51Ni            | (3+)#          |
| 53Cu                 | 29                   | 24                   | 52,98555(28)#        | <300 ns           | p                          | 52Ni            | (3/2-)#        |
| 54Cu                 | 29                   | 25                   | 53,97671(23)#        | <75 ns            | p                          | 53Ni            | (3+)#          |
| 55Cu                 | 29                   | 26                   | 54,96605(32)#        | 40# ms [>200 ns]  | β+                         | 55Ni            | 3/2-#          |
| 55Cu                 | 29                   | 26                   | 54,96605(32)#        | 40# ms [>200 ns]  | p                          | 54Ni            | 3/2-#          |
| 56Cu                 | 29                   | 27                   | 55,95856(15)#        | 93(3) ms          | β+                         | 56Ni            | (4+)           |
| 57Cu                 | 29                   | 28                   | 56,949211(17)        | 196,3(7) ms       | β+                         | 57Ni            | 3/2-           |
| 58Cu                 | 29                   | 29                   | 57,9445385(17)       | 3,204(7) s        | β+                         | 58Ni            | 1+             |
| 59Cu                 | 29                   | 30                   | 58,9394980(8)        | 81,5(5) s         | β+                         | 59Ni            | 3/2-           |
| 60Cu                 | 29                   | 31                   | 59,9373650(18)       | 23,7(4) min       | β+                         | 60Ni            | 2+             |
| 61Cu                 | 29                   | 32                   | 60,9334578(11)       | 3,333(5) h        | β+                         | 61Ni            | 3/2-           |
| 62Cu                 | 29                   | 33                   | 61,932584(4)         | 9,673(8) min      | β+                         | 62Ni            | 1+             |
| 63Cu                 | 29                   | 34                   | 62,9295975(6)        | Stable            | Stable                     | Stable          | 3/2-           |
| 64Cu                 | 29                   | 35                   | 63,9297642(6)        | 12,700(2) h       | β+ (18 %)                  | 64Ni            | 1+             |
| 64Cu                 | 29                   | 35                   | 63,9297642(6)        | 12,700(2) h       | β− (39 %)                  | 64Zn            | 1+             |
| 64Cu                 | 29                   | 35                   | 63,9297642(6)        | 12,700(2) h       | CE (43 %)                  | 64Ni            | 1+             |
| 65Cu                 | 29                   | 36                   | 64,9277895(7)        | Stable            | Stable                     | Stable          | 3/2-           |
| 66Cu                 | 29                   | 37                   | 65,9288688(7)        | 5,120(14) min     | β−                         | 66Zn            | 1+             |
| 67Cu                 | 29                   | 38                   | 66,9277303(13)       | 61,83(12) h       | β−                         | 67Zn            | 3/2-           |
| 68Cu                 | 29                   | 39                   | 67,9296109(17)       | 31,1(15) s        | β−                         | 68Zn            | 1+             |
| 68mCu                | 721,6(7) keV         | 721,6(7) keV         | 721,6(7) keV         | 3,75(5) min       | TI (84 %)                  | 68Cu            | (6-)           |
| 68mCu                | 721,6(7) keV         | 721,6(7) keV         | 721,6(7) keV         | 3,75(5) min       | β− (16 %)                  | 68Zn            | (6-)           |
| 69Cu                 | 29                   | 40                   | 68,9294293(15)       | 2,85(15) min      | β−                         | 69Zn            | 3/2-           |
| 69mCu                | 2741,8(10) keV       | 2741,8(10) keV       | 2741,8(10) keV       | 360(30) ns        |                            |                 | (13/2+)        |
| 70Cu                 | 29                   | 41                   | 69,9323923(17)       | 44,5(2) s         | β−                         | 70Zn            | (6-)           |
| 70m1Cu               | 101,1(3) keV         | 101,1(3) keV         | 101,1(3) keV         | 33(2) s           | β−                         | 70Zn            | (3-)           |
| 70m2Cu               | 242,6(5) keV         | 242,6(5) keV         | 242,6(5) keV         | 6,6(2) s          |                            |                 | 1+             |
| 71Cu                 | 29                   | 42                   | 70,9326768(16)       | 19,4(14) s        | β−                         | 71Zn            | (3/2-)         |
| 71mCu                | 2756(10) keV         | 2756(10) keV         | 2756(10) keV         | 271(13) ns        |                            |                 | (19/2-)        |
| 72Cu                 | 29                   | 43                   | 71,9358203(15)       | 6,6(1) s          | β−                         | 72Zn            | (1+)           |
| 72mCu                | 270(3) keV           | 270(3) keV           | 270(3) keV           | 1,76(3) µs        |                            |                 | (4-)           |
| 73Cu                 | 29                   | 44                   | 72,936675(4)         | 4,2(3) s          | β− (>99,9 %)               | 73Zn            | (3/2-)         |
| 73Cu                 | 29                   | 44                   | 72,936675(4)         | 4,2(3) s          | β−, n (<,1 %)              | 72Zn            | (3/2-)         |
| 74Cu                 | 29                   | 45                   | 73,939875(7)         | 1,594(10) s       | β−                         | 74Zn            | (1+,3+)        |
| 75Cu                 | 29                   | 46                   | 74,94190(105)        | 1,224(3) s        | β− (96,5 %)                | 75Zn            | (3/2-)#        |
| 75Cu                 | 29                   | 46                   | 74,94190(105)        | 1,224(3) s        | β−, n (3,5 %)              | 74Zn            | (3/2-)#        |
| 76Cu                 | 29                   | 47                   | 75,945275(7)         | 641(6) ms         | β− (97 %)                  | 76Zn            | (3,5)          |
| 76Cu                 | 29                   | 47                   | 75,945275(7)         | 641(6) ms         | β−, n (3 %)                | 75Zn            | (3,5)          |
| 76mCu                | 0(200)# keV          | 0(200)# keV          | 0(200)# keV          | 1,27(30) s        | β−                         | 76Zn            | (1,3)          |
| 77Cu                 | 29                   | 48                   | 76,94785(43)#        | 469(8) ms         | β−                         | 77Zn            | 3/2-#          |
| 78Cu                 | 29                   | 49                   | 77,95196(43)#        | 342(11) ms        | β−                         | 78Zn            |                |
| 79Cu                 | 29                   | 50                   | 78,95456(54)#        | 188(25) ms        | β−, n (55 %)               | 78Zn            | 3/2-#          |
| 79Cu                 | 29                   | 50                   | 78,95456(54)#        | 188(25) ms        | β− (45 %)                  | 79Zn            | 3/2-#          |
| 80Cu                 | 29                   | 51                   | 79,96087(64)#        | 100# ms [>300 ns] | β−                         | 80Zn            |                |

1. ↑  Abréviations :
CE : capture électronique ;
TI : transition isomérique.
2. ↑  Isotopes stables en gras, gras et italique ceux stables à notre échelle de temps.

### Remarques
- La précision de l'abondance isotopique et de la masse atomique est limitée par des variations. Les échelles de variations données sont normalement valables pour tout matériel terrestre normal.
- Les valeurs marquées # ne sont pas purement dérivées des données expérimentales, mais aussi au moins en partie à partir des tendances systématiques. Les spins avec des arguments d'affectation faibles sont entre parenthèses.
- Les incertitudes sont données de façon concise entre parenthèses après la décimale correspondante. Les valeurs d'incertitude dénotent un écart-type, à l'exception de la composition isotopique et de la masse atomique standard de l'IUPAC qui utilisent des incertitudes élargies[4].
- Masses des isotopes données par la Commission sur les Symboles, les Unités, la Nomenclature, les Masses atomiques et les Constantes fondamentales (SUNAMCO) de l'IUPAP.
- Abondances isotopiques données par la Commission des Abondances isotopiques et des Poids atomiques de l'IUPAC.